# فرودگاه بین‌المللی اس جزیره مارشال

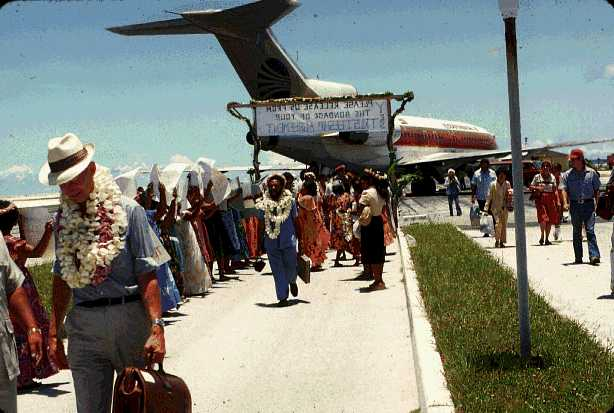
بوئینگ ۷۲۷ در قلمروی معتمد جزایر اقیانوس آرام، سال ۱۹۷۸

فرودگاه بین‌المللی اس جزیره مارشال (به انگلیسی: Marshall Islands International Airport) (به زبان بومی: Amata Kabua International Airport) یک فرودگاه همگانی با کد یاتا MAJ است که یک باند فرود آسفالت دارد و طول باند آن ۲۴۰۷ متر است. این فرودگاه در شهر ماجورو کشور جزایر مارشال قرار دارد و در ارتفاع ۲ متر بالاتر از سطح دریا واقع شده‌است.